# Agrellska gården
Agrellska gården är en gård med anor från medeltiden som ligger i hörnet av Södra Kyrkogatan och Klosterbrunnsgatan i Visby innerstad.

## Historik
Namnet kommer från färgaren Carl Christian Agrell som 1807 köpte in fastigheten som är nuvarande kvarteret Laboratorn 4 och 5. Den är sedan i släktens ägo fram till 1897 då en ättling, Mathias Klintberg, sålde fastigheten till Sällskapet DBW:s sparbank. Den södra obebyggda delen behöll banken och byggde där ett bankhus 1903. Den norra delen, nuvarande Laboratorn 4, med de Agrellska byggnaderna, såldes vidare till Visby Lysoljebolag som under en tid har bensinstation och även affär på Södra Kyrkogatan 5 fram till 1929. 
1927 köpte Nanna Eriksson fastigheten och påbörjade en omfattande renovering som även innefattade en tandläkarpraktik. Fastigheten ägdes mellan 1927 och 1967 av makarna Eriksson och under tiden 1967–2016 av dess dotter Margareta Stålhandske. 1994 fick fastigheten byggnadsminnestatus både interiört och exteriört. Sedan 2016 ägs fastigheten av Agrellska Huset Fastighets AB som ägs av släktingar till familjen Eriksson.

## Byggnader
Sannolikt var hela kvarteret bebyggt under medeltiden och gränderna runt kvarteret torde enligt arkeologiska undersökningar härstamma från slutet av 1100-talet eller början av 1200-talet. Det finns medeltida murverk registrerade på samtliga fastigheter i kvarteret Laboratorn.
Byggnaderna har förändrats med jämna mellanrum vilket satt tydliga spår från många sekler, i första hand medeltid, 1600-tal, 1800-tal och 1900-tal. Den medeltida bebyggelsestrukturens grunddrag kan dock sägas dominera, då det är de tunga stenbyggnaderna med valvöverbyggnaden som i första hand ger fastigheten dess arkitektoniska karaktär. Som en av Visbys bäst bevarade medeltida köpmansgårdar har fastigheten som helhet ett stort kulturhistoriskt värde, där varje enskild byggnad är betydelsefull.
- Byggnad 1: Byggnaden har en enkel slätputsad fasad, där material och volym och den relativa slutenheten i fasaden visar på det medeltida ursprunget. Det omedelbara intrycket präglas dock av en ombyggnad i slutet på 1800-talet då den nuvarande utanpåliggande trappan på gårdssidan uppfördes. Byggnadens högsta kulturhistoriska kvalitéer utgörs exteriört av den medeltida stommen, det obrutna takfallet och entrétrappan. Interiört har stora förändringar skett och första våningsplanet en trappa upp domineras av 1920-talets stora ombyggnad. Från denna tid finns dörrar och fönster av hög hantverksmässig kvalitet liksom interiöra markörer som väggboaseringar, dörrar, lister mm.

- Byggnad 2: Byggnaden består av tre sammanbyggda medeltida stenbyggnader. De medeltida murarna liksom 1600-talets påbyggnad med tegel respektive skiftesverk samt källarvalven och dess välbevarade putsytor har höga kulturhistoriska värden. Utvändigt finns dörrar av från olika byggnadsperioder varav den tunga järnporten till valvrummet från Klosterbrunnsgatan är ett av få minnen i Visby från andra världskrigets arrangemang för befolkningens skydd. Interiört återfinns stora kulturhistoriska värden i medeltida trappa, äldre dörrar, ett nästan komplett kök från 1920-talet samt ett flertal snickerier av hög kvalitet från 1920-talets ombyggnad.

- Byggnad 3: Byggnaden utgör den exteriört mest arkitektoniskt uttrycksfulla representanten för korsvirkesbyggnader i Visby. Dess placering centralt och väl synligt i stadsbilden liksom ett utmärkande formspråk gör byggnaden till ett mycket viktigt inslag i gaturummet. Interiöra ombyggnader har inneburit stora förändringar och få detaljer från före ombyggnaden på 1920-talet finns bevarade. De högsta bevarandevärdena ur ett kulturhistoriskt perspektiv återfinns således exteriört, där det obrutna höga takfallet med taktegel av hög ålder mot de omgivande gatorna och den yttre stommen med sin korsvirkesstruktur är viktiga. Övriga delar av stommen som stenmurar i källare och äldre mellanväggar har likaledes ett högt kulturhistoriskt värde.

- Byggnad 4: Byggnaden har en sparsmakad klassicistisk exteriör och utgör en god representant, med höga arkitektoniska ambitioner, för sin tids arkitekturideal. Stor omsorg har lagts på anpassning till de äldre byggnaderna på fastigheten liksom på detaljer, i första hand invändiga snickerier i den nuvarande bostadslägenheten i första våningsplanet. Enkla dekorelement, entréns utformning, fönstersättning och takets obrutna yta mot gaturummet utgör kvalitativa byggnadselement som har stort kulturhistoriskt värde. Interiört är snickerier och rumsdisposition i nuvarande bostadsvåning likaledes av ett högt kulturhistoriskt värde.

## Bilder

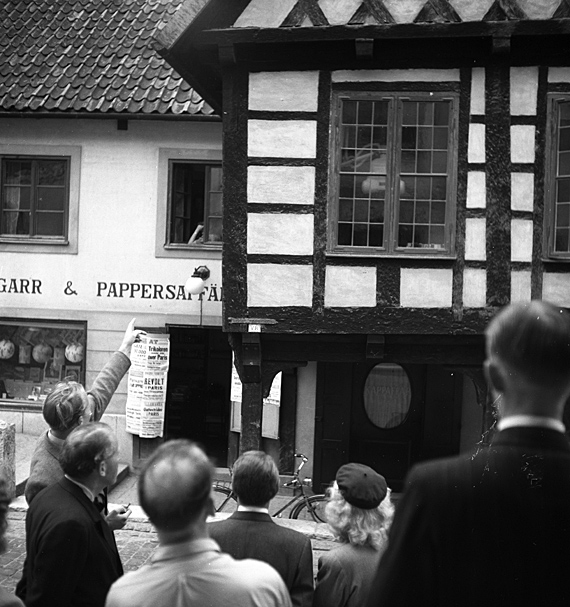
Guidning av staden
Teckning av Adolf Nordling
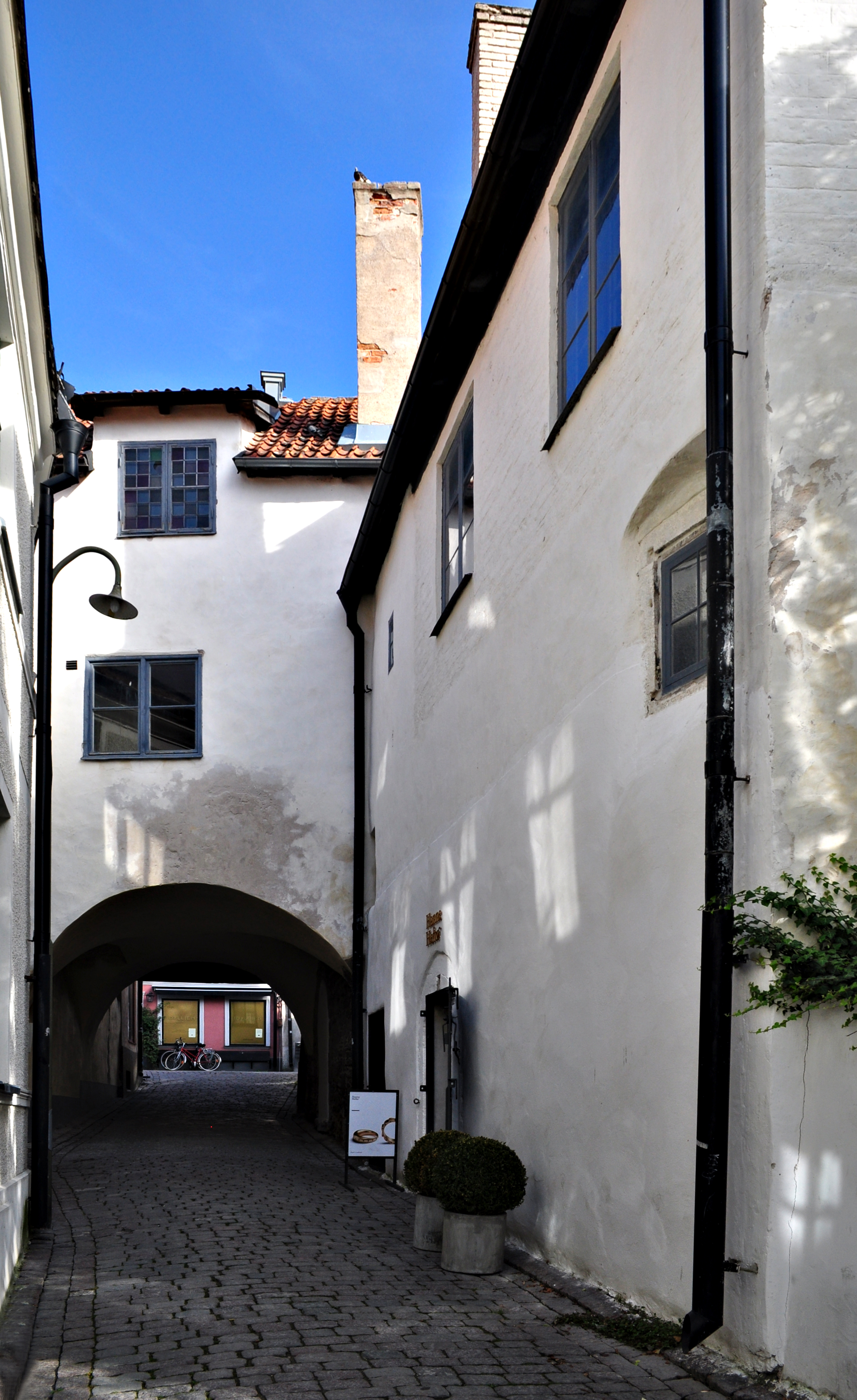
Valvet
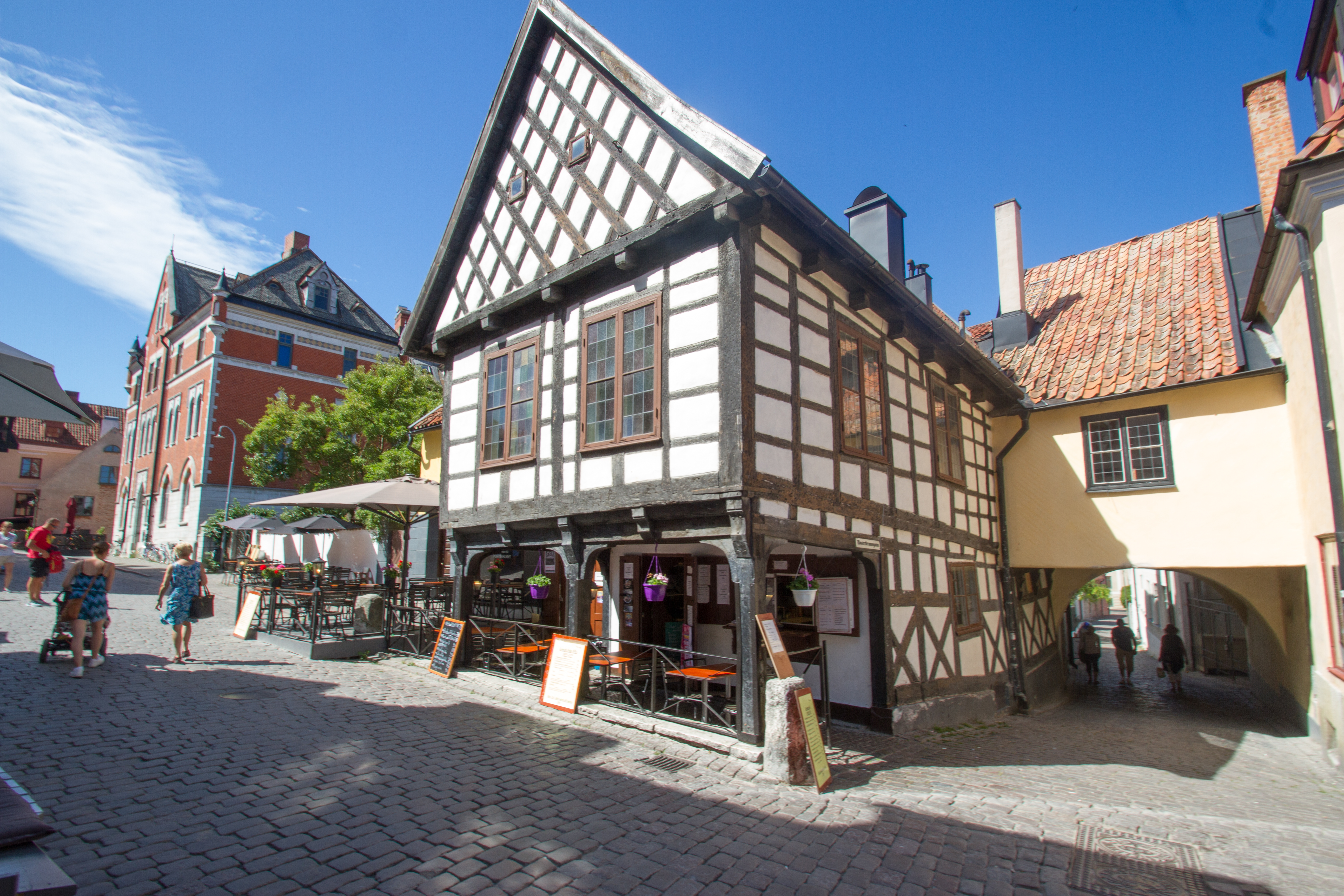
Korsvirkeshuset och valvet över Klosterbrunnsgatan
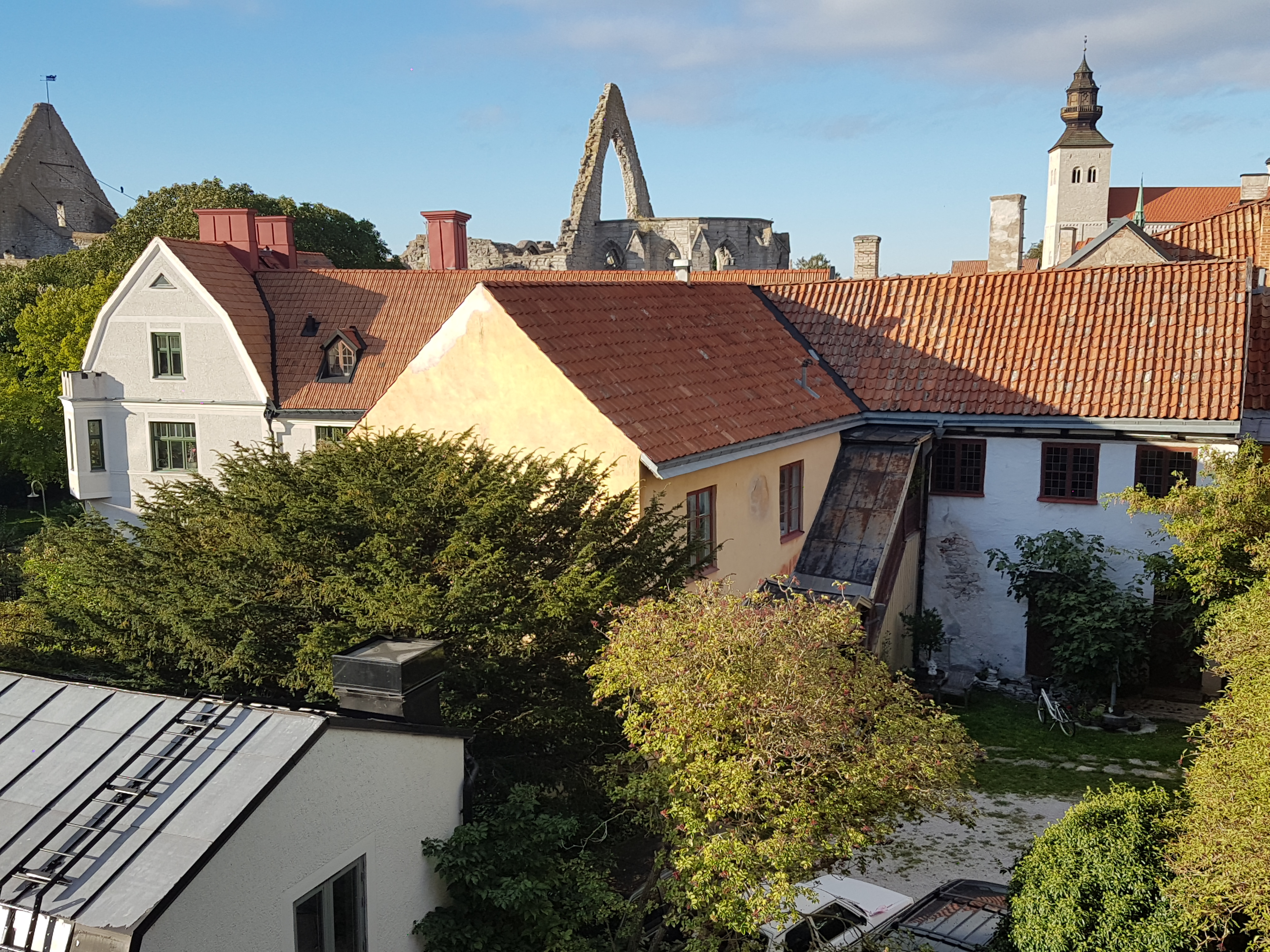
Utsikt från DBW:s hus

## Byggnadsminne
Den 15 december 1994 tar Kulturmiljöenheten på Länsstyrelsen i Gotlands län beslutet att byggnadsminnesförklara hela byggnaden som består av fem sammanbyggda huskroppar. "Visby innerstad har bevarat egenheten av gången tids byggnadsskick och är därför att anse som synnerligen märklig" och fastigheten Laboratorn 4 anses ingå i detta som en välbevarad del av denna bebyggelsemiljö.